# Valsera
Valsera (en asturiano y oficialmente L'Escampleru) es una parroquia asturiana y un lugar de dicha parroquia perteneciente al concejo de Las Regueras, en el norte de España. Cuenta con una población de 641 habitantes de acuerdo al INE de 2021 que se reparten en una superficie de 13,53 kilómetros cuadrados. Limita al norte con las parroquias de Biedes y Santullano, al sur con San Claudio y Nora, ambas en el concejo de Oviedo, al este con Loriana también en Oviedo y al oeste con Santa María de Grado, en el concejo de Grao y con Valduno.
Su templo parroquial está dedicado a Santa María. 

## Entidades de población
Localidades que forman parte de la parroquia (nombres en asturiano y oficiales entre paréntesis):
- Escamplero (L'Escampleru)
- Gallegos
- Pumeda
- Quejo (Quexu)
- Rañeces
- San Pedro de Nora (San Pedru Nora)
- Tahoces (Taoces)
- Tamargo (Tamargu)
- Valsera